# Jurupa Valley
Jurupa Valley est une ville incorporée située dans le comté de Riverside, en Californie. Elle a été incorporée le 8 mars 2011, soit après le recensement de 2010. Sa population est donc inconnue mais peut être estimée à environ 106 000 habitants.
Cette nouvelle aire urbaine, créée le 1er juillet 2011, regroupe notamment les villes de Mira Loma et Rubidoux, qui ont voté pour leur rattachement en mars 2011.

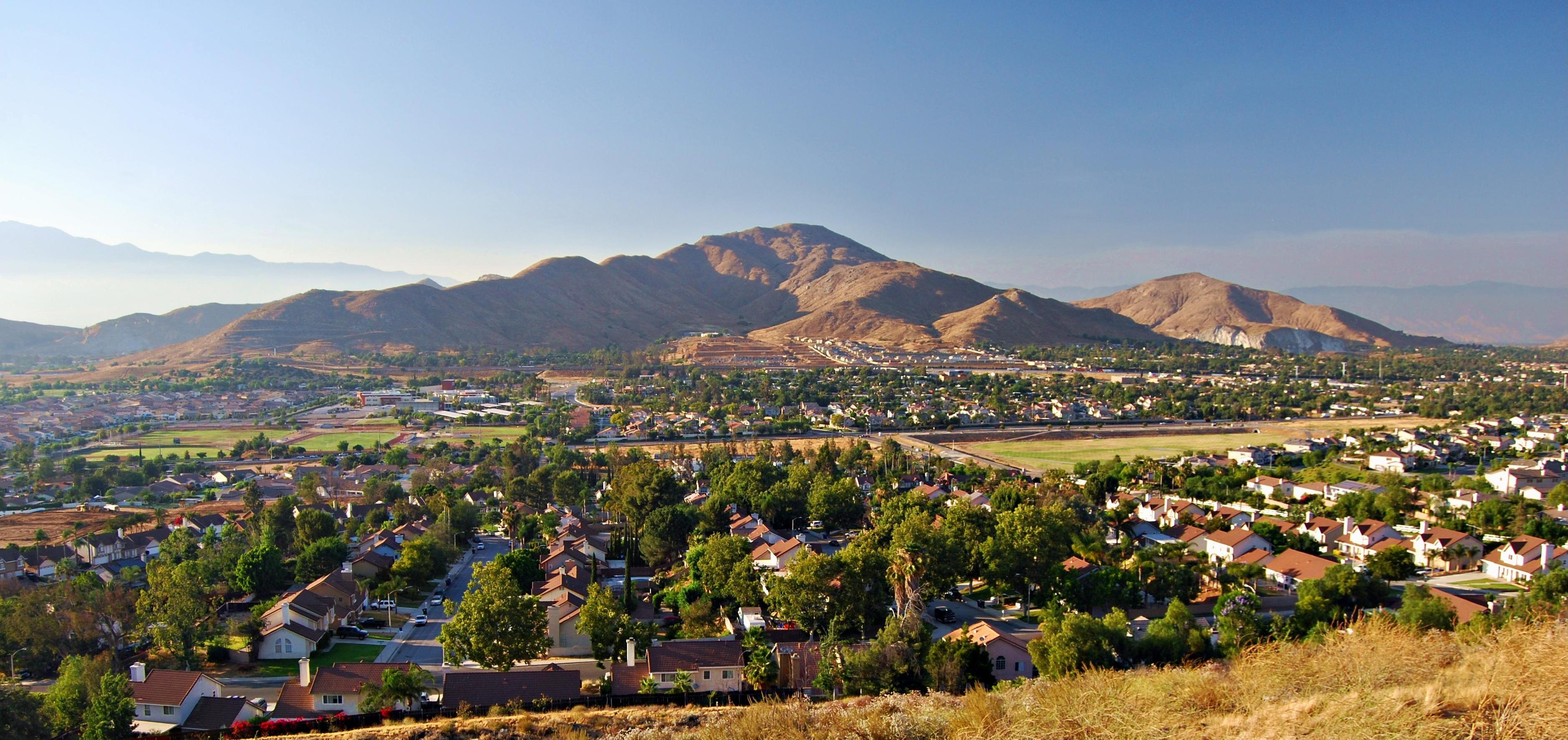
Mont Jurupa

## Démographie
| 2010   | - | - | - | - | - |
| ------ | - | - | - | - | - |
| 94 234 | - | - | - | - | - |

## Sources
- (en) Cet article est partiellement ou en totalité issu de l’article de Wikipédia en anglais intitulé « Jurupa Valley, California » (voir la liste des auteurs).

1. ↑  Historique de la création de Jurupa Valley